# Xích Bích, Hàm Ninh
Xích Bích (赤壁市) là một thành phố cấp huyện (huyện cấp thị) trực thuộc địa cấp thị Hàm Ninh, tỉnh Hồ Bắc, Trung Quốc. Thành phố có diện tích 1.723 km² và dân số khoảng 506.509 vào năm 2006.. Thành phố này có tên ban đầu là Bồ Kỳ (蒲圻) cho đến ngày 11 tháng 6 năm 1998, khi Hội đồng Nhà nước phê chuẩn đổi tên thành phố thành "Xích Bích" để liên hệ với sự kiện lịch sử trận Xích Bích.